# 查尔斯河
查尔斯河（英語：Charles River）是麻薩諸塞州东部的一条长约129公里的河流，源自霍普金顿，向东北方向流过23个镇、市后在波士顿注入大西洋。河流的名称来自英格兰的查理一世。沿岸有哈佛大学、波士顿大学、布兰戴斯大学和麻省理工学院等著名大学。